# Jagdgeschwader 3
3-тя винищувальна ескадра «Удет» (нім. Jagdgeschwader 3 (JG 3) «Udet») — винищувальна ескадра Люфтваффе за часів Другої світової війни. Отримала свою назву на честь відомого німецького воєначальника часів Третього Рейху, генерал-полковника Люфтваффе, одного з найрезультативніших асів Першої світової війни, кавалера Pour le Mérite та Лицарського хреста Залізного хреста Ернста Удета.

## Історія
3-тя винищувальна ескадра заснована 1 травня 1939 року на аеродромі  Брандіс поблизу Лейпцига у Верхній Саксонії шляхом розгортання штабу й 1-ї авіагрупи нової ескадри на основі винищувальних груп 231-ї ескадри (нім. Jagdgeschwader 231 (JG 231).

## Командування

### Командири
- Оберстлейтенант Макс-Йозеф Ібель (нім. Max-Josef Ibel) (1 травня — 26 вересня 1939)
- Оберстлейтенант Карл Фік (нім. Karl Vieck) (26 вересня 1939 — 21 серпня 1940)
- Оберстлейтенант Гюнтер Лютцов (нім. Günther Lützow) (21 серпня 1940 — 11 серпня 1942)
- Оберст Вольф-Дітріх Вільке (нім. Wolf-Dietrich Wilcke) (12 серпня 1942 — 23 березня 1944)
- Майор Фрідріх-Карл Мюллер (нім. Friedrich-Karl Müller) (24 березня — 29 травня 1944)
- Майор Гайнц Бер (нім. Heinrich Bär) (1 червня 1944 — 13 лютого 1945)
- Майор Вернер Шрер (нім. Werner Schroer) (14 лютого — 8 травня 1945)

## Основні райони базуванняштабу3-ї винищувальної ескадри[1]
| Час                               | Місто                 | Основний літак |
| --------------------------------- | --------------------- | -------------- |
| 1 травня — 26 серпня 1939         | Бернбург-Заале        | Bf 109E        |
| 26 серпня — 30 вересня 1939       | Брандіс               | Bf 109E        |
| 1 жовтня — ? жовтня 1939          | Мюнстер-Гандорф       | Bf 109E        |
| ? жовтня 1939 — 3 червня 1940     | Цербст                | Bf 109E        |
| 4 червня — ? червня 1940          | Вал-л'Ере             | Bf 109E        |
| 1 серпня — ? серпня 1940          | Коламбер              | Bf 109E        |
| ? серпня 1940 — 23 вересня 1940   | В'єрр-о-Буа           | Bf 109E        |
| 23 вересня 1940 — 16 лютого 1941  | Девр                  | Bf 109E        |
| 16 лютого — 4 травня 1941         | Мангайм-Сандгорст     | Bf-109E/F      |
| 4 травня — 8 червня 1941          | Сен-Поль-Брія         | Bf-109F        |
| 8—18 червня 1941                  | Бреслау-Гандау        | Bf-109F        |
| 18—30 червня 1941                 | Гостинне-Колонія      | Bf-109F        |
| 30 червня — 9 липня 1941          | Луцьк                 | Bf-109F        |
| 9—17 липня 1941                   | Полонне               | Bf-109F        |
| 17—28 липня 1941                  | Бердичів              | Bf-109F        |
| 28 липня — 2 вересня 1941         | Біла Церква           | Bf-109F        |
| 2—27 вересня 1941                 | Олександрія           | Bf-109F        |
| 27 вересня — 1 жовтня 1941        | Конотоп               | Bf-109F        |
| 1—4 жовтня 1941                   | Сєща                  | Bf-109F        |
| 4—11 жовтня 1941                  | Шаталово              | Bf-109F        |
| 11—24 жовтня 1941                 | Юхнов                 | Bf-109F        |
| 24 жовтня — 8 листопада 1941      | Малоярославець        | Bf-109F        |
| 9 листопада 1941 — 19 травня 1942 | Вісбаден-Ербенгайм    | Bf-109F/G      |
| 19 травня 1942                    | Рогань                | Bf-109F/G      |
| 19—28 травня 1942                 | Чугуїв                | Bf-109F/G      |
| 28 травня — 26 червня 1942        | Рогань                | Bf-109F/G      |
| 26 червня — 4 липня 1942          | Щигри                 | Bf-109F/G      |
| 4—12 липня 1942                   | Горщетне              | Bf-109G        |
| 12—16 липня 1942                  | Ольховатка            | Bf-109G        |
| 16—22 липня 1942                  | Міллерово             | Bf-109G        |
| 22—28 липня 1942                  | Новий Чолан           | Bf-109G        |
| 28 липня — 10 серпня 1942         | Фролов                | Bf-109G        |
| 10 серпня — 13 вересня 1942       | Тузов                 | Bf-109G        |
| 13 вересня — 20 листопада 1942    | Питомник              | Bf-109G        |
| 20 листопада — 23 грудня 1942     | Морозовська-Західна   | Bf-109G        |
| 23 грудня 1942 — 3 січня 1943     | Морозовська-Південна  | Bf-109G        |
| 3 січня — 28 лютого 1943          | Тацинська             | Bf-109G        |
| 1 березня — травень 1943          | Анапа                 | Bf-109G        |
| 13 травня — 6 вересня 1943        | Мюнхен-Гладбах        | Bf-109G        |
| 6 вересня — 8 листопада 1943      | Райнберг              | Bf-109G        |
| 8 листопада 1943 — 27 лютого 1944 | Нойбіберг             | Bf-109G        |
| 28 лютого — 6 червня 1944         | Зальцведель           | Bf-109G        |
| 7 червня — 5 липня 1944           | Евре                  | Bf-109G        |
| 6—11 липня 1944                   | Сент-Андре            | Bf-109G        |
| 11 липня — серпень 1944           | Дре                   | Bf-109G        |
| Серпень — жовтень 1944            | Райнзіхлен            | Bf-109G        |
| Жовтень — листопад 1944           | Ерфурт-Біндершлебен   | Bf-109G        |
| Листопад 1944 — січень 1945       | Штормеде              | Bf-109G        |
| 22 січня — 15 лютого 1945         | Штеттін-Альтдамм      | Bf-109G/K      |
| 15 лютого — квітень 1945          | Пасевольк/Францфельде | Bf-109G/K      |
| Квітень — травень 1945            | Фіновфюрт             | Bf-109G/K      |
| ? травня — 8 травня 1945          | Лек                   | Bf-109G/K      |

## Відомі військові
- Граф Генріх фон Айнзідель — німецький політичний діяч та письменник Східної Німеччини, член СЄПН. Член Бундестагу у 1994—1998 роках. Дворянин, правнук Отто фон Бісмарка.
- Гордон Голлоб — один із найрезультативніших асів Люфтваффе, здобув 150 перемог у боях. Кавалер Лицарського хреста Залізного хреста з Дубовим листям, Мечами та Діамантами, оберст авіації.
- Теодор Квандт — один з асів Першої світової війни, здобув 15 перемог у боях. Загинув 6 червня 1940 у бою над Францією.
- Гассо фон Ведель — один з асів Люфтштрейткрафте, здобув 5 перемог у повітрі. Загинув наприкінці війни в боях над Берліном.
- Франц фон Верра — пілот ескадри, що був збитий у битві за Британію 6 вересня 1940 року. Засланий до Канади, спромігся втекти та через США, Мексику, Південну Америку та Іспанію повернувся до Третього Рейху, де був зустрінутий, як національний герой. Кавалер Лицарського хреста Залізного хреста. Загинув у наслідок технічної несправності двигуна Bf 109F-4 25 жовтня 1941 р.
- Роберт Олійник — здійснив 680 бойових вильотів, здобувши 42 перемоги. На його рахунку перша перемога Люфтваффе з початку німецько-радянської війни[4].